# Épéios fils d'Endymion
Pour les articles homonymes, voir Épéios.
Dans la mythologie grecque, Épéios (en grec ancien Ἐπειός / Epeiós), fils d'Endymion, est le troisième roi d'Élide.
Endymion, roi d'Élide, a trois fils : Étolos, Péon et Épéios. Pour désigner son successeur, il les fait s'affronter dans une course à pied, à Olympie. Le vainqueur est Épéios. Péon, furieux, quitte l'Élide, tandis qu'Étolos reste.
Épéios épouse Anaxiroé (fille de Coronos), dont il a une fille, Hyrmina. Étolos succède à son frère.
D'après Homère, les descendants d'Épéios sont appelés Épéiens.